# Drepanogynis subrosea
Drepanogynis subrosea är en fjärilsart som beskrevs av Claude Herbulot 1954. Drepanogynis subrosea ingår i släktet Drepanogynis och familjen mätare. Inga underarter finns listade i Catalogue of Life.